# 段赤城

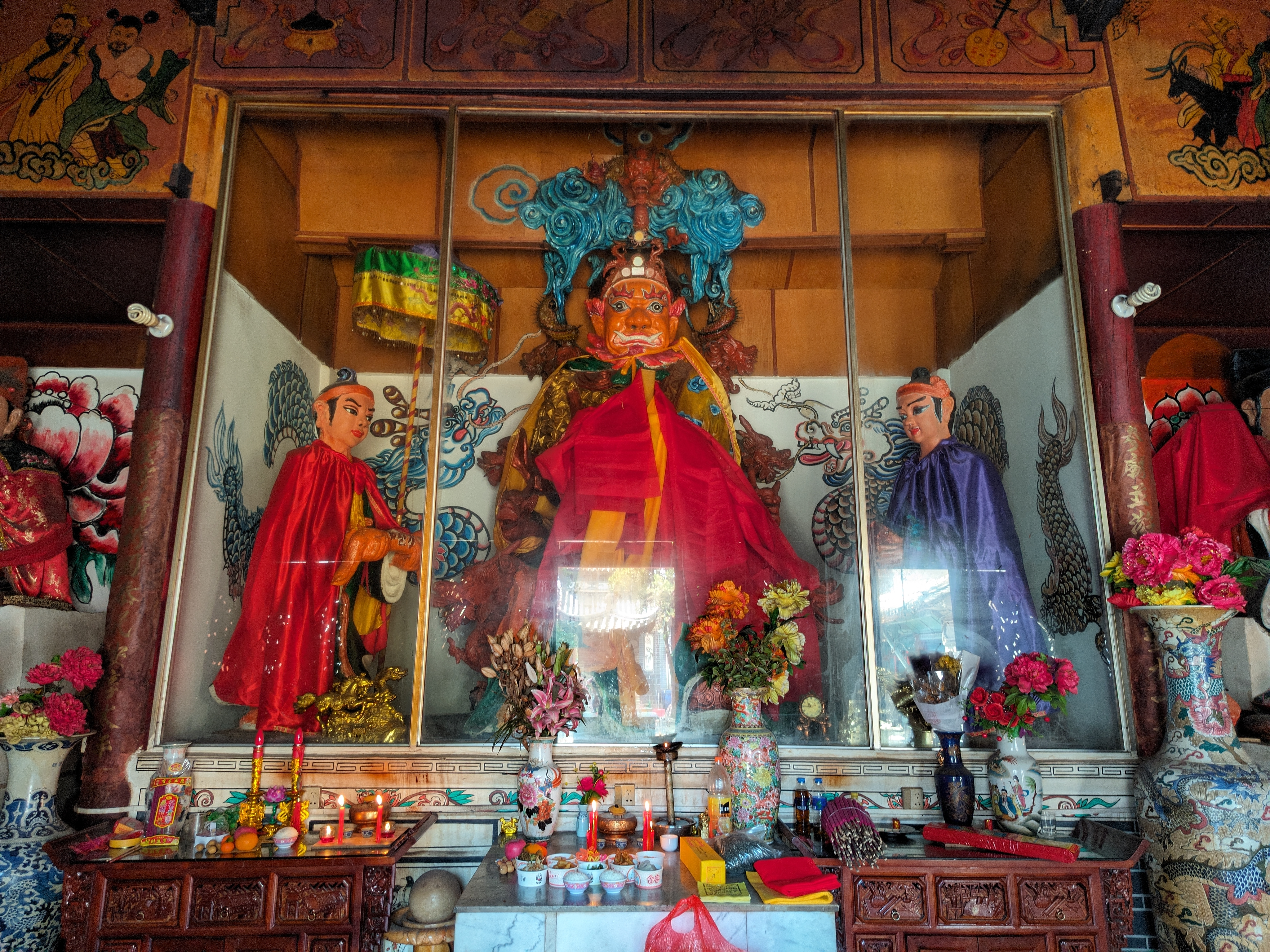
洱水神祠内供奉的洱海龙王段赤城塑像

《段赤城》是一则白族民间传说，描绘了古代白族人与自然斗争的历史。

## 故事
流传较广的一个版本是这样的：唐宪宗年间，洱海里出现一条大蟒蛇，吞食人畜、淹没田园，使苍洱人民无法生活。有一位智勇双全的白族青年——段赤城，决心为民除害。段赤城是大理绿桃村石匠（或作铁匠、牧羊人、农民等）。他身缚鋼刀、手持双刀，跳入洱海，投入蟒腹後刺死蟒蛇，但自己也死在蟒腹之中。段赤城舍己为民的行为深深地感动了白族人民，南诏王劝利晟命剖开蟒身，取英雄尸骨安葬，人们把他的尸体埋葬在马耳峰下，并毁蟒骨为灰，以其灰抹塔，建成一座名叫「蛇骨塔」的宝塔。段赤城也被崇奉为羊皮村本主。后人刻墓碑，上书“唐义士段赤城之墓”。始载于《白古通纪》，后为《南诏野史》《滇云历年传》《万历云南通志》《滇略》《僰古通纪浅述》和各种方志转述，在民间广泛流传。